# Mihail Sturdza
Mihail Sturdza (24 de abril de 1794 – 8 de maio de 1884) foi o príncipe reinante do principado da Moldávia entre 3 de Abril de 1834 e Junho de 1849. Reinou em conformidade com o Regulamento orgânico. Bem que estivesse sob a suserania do Império Otomano, entrou na esfera de influências da Rússia.

## Reformas sociais
A 31 de janeiro de 1844, por decreto, Mihail libertou da escravatura os ciganos que eram propriedade do estado e dos mosteiros.

## Morte
Mihail Sturdza morreu em Paris, a 8 de maio de 1889, sendo sepultado em Baden-Baden, na Alemanha.